# Maddy Prior
Pour les articles homonymes, voir Prior.
Maddy Prior, née à Blackpool le 14 août 1947, est une chanteuse anglaise de musique traditionnelle. L'histoire du groupe Steeleye Span, formé au début de 1970, est pratiquement indissociable de la carrière de Maddy Prior, chanteuse de ce fameux ensemble.
Elle a fait partie du duo de chanteurs « Mac & Maddy », avec Mac MacLeod. Elle s'est ensuite produite avec Tim Hart et a enregistré deux albums avec lui, avant qu'ils ne participent à la fondation du groupe Steeleye Span, en 1969. Elle a quitté Steeleye Span en 1997, mais est revenue en 2002, et a tourné avec eux depuis. Avec June Tabor, elle formait le duo de chanteuses Silly Sisters. Elle a fait une tournée avec le Carnival Band, en 2007, et avec Giles Lewin et Hannah James, en 2012 et 2013. Elle a sorti des singles et des albums en tant qu'artiste solo, avec ces groupes et dans le cadre de plusieurs collaborations. Elle dirige un centre artistique appelé Stones Barn, à Bewcastle, en Cumbria, qui propose des cours résidentiels.  

## Biographie
Adolescente, Maddy Prior partit pour St Albans, où elle se lia d'amitié avec Donovan Leitch et Mac MacLeod. Elle chantait alors en duo avec MacLeod sous le nom d'artiste Mac & Maddy. Passionnée par la musique folk américaine, elle se fit engager comme roadie pour rencontrer ses idoles, dont le Reverend Gary Davis. Là, on lui conseilla de se consacrer au folk anglais, peu connu, plutôt qu'au répertoire traditionnel américain, où la concurrence était rude. Maddy renonça donc à copier le répertoire de Joan Baez, qui dominait alors la scène.
En 1966 elle commença à se produire avec Tim Hart, autre jeune de Saint Albans, et ils enregistrèrent deux albums en duo avant de rejoindre la formation Steeleye Span en 1970. Ils furent l'épine dorsale du groupe jusqu'au début des années 1980, quand Tim Hart renonça à la scène pour raison de santé.
Maddy Prior est principalement chanteuse, et ne joue pas d'instrument si ce n'est les percussions (tambourin et claves) dont elle s'accompagne, mais les danses qu'elle exécute en chantant ont fortement contribué au succès des concerts : Ralph McTell lui rendit hommage en 1974 avec la chanson When Maddy Dances (sur l'album Easy).
Maddy épousa le bassiste du groupe, Rick Kemp. Surtout connue comme la chanteuse contralto de Steeleye Span, elle a également enregistré plusieurs albums en solo à partir de ses propres compositions, dont le style éclectique va du répertoire médiéval ou traditionnel au folk-rock en passant par le rock progressif. Elle a participé aux albums d'autres artistes, tel Incantations de Mike Oldfield. Elle a lancé la carrière de June Tabor comme chanteuse de folklore en créant avec elle le duo Silly Sisters (1976). Depuis 2003, Maddy Prior a participé à plusieurs sessions de chant traditionnel baptisées Stones Barn en Cumbria. Elle apporte sa contribution à la ligue britannique contre le cancer, et a été décorée de l’Ordre de l'Empire britannique.

## Discographie
Maddy Prior a été de tous les albums de Steeleye Span, de Hark! The Village Wait (1970) à Time (1996) et The Journey (1999) etc. 

### Albums solo
- Woman in the Wings, 1978 (solo de flûte de Ian Anderson de Jethro Tull sur Gutter Geese)
- Year, 1993
- Ravenchild, 1999
- Ballads and Candles, 2000 (invitées : June Tabor et Rose Kemp)
- Seven for Old England, 2008

### Avec June Tabor
- Silly Sisters, 1976
- The Silly Sisters, No More to the Dance, 1988

### Avec The Carnival Band
- A Tapestry of Carols, 1987
- Sing Lustily & With Good Courage, 1990
- Hang Up Sorrow and Care, Park Records, 1996
- Gold Frankincense and Myrrh, 2001
- Ringing the Changes, 2007
- Vaughan Williams. Carols, Songs and Hymns, 2010

### Autres albums hors deSteeleye Span
- (avec Tim Hart) Folk Songs of Olde England (1968)
- (avec Tim Hart) Summer Solstice (1971)
- (avec John Kirkpatrick and Sydney Carter) Lovely in the Dances (1981)
- avec Rick Kemp (en), Happy Families, 1990
- Maddy Prior and The Girls, Bib & Tuck, 2002 (avec Rose Kemp et Abbie Lathe)
- Maddy Prior with Hannah James and Giles Lewin, 3 for Joy, 2012

### Artiste invitée
- Jethro Tull: Too Old to Rock 'n' Roll: Too Young to Die! (1976)
- Mike Oldfield: Incantations (1978)
- Mike Oldfield: Exposed (1979) album live réédité en 2005 en DVD
- Strawbs: Blue Angel (2003) Chant sur The King avec Rick Kemp
- Alan Simon: Excalibur II, l'Anneau des Celtes (2007)

## Anecdotes
- Dans son album High Strung Tall Tales, le chanteur Adrian Legg indique qu'il a écrit la chanson The Pregnant Folk Singer en pensant à Maddy Prior, qui était enceinte à l'époque où il était en tournée avec le groupe Steeleye Span.